# 阿希尔·埃马纳
阿希爾·伊文拿·艾德比（英語：Achille Emana Edzimbi，1982年6月5日—），簡稱阿希爾·伊文拿（英語：Achille Emana），出生在雅溫得，是一名喀麥隆足球員，現效力西乙球會貝迪斯，司職攻擊中場，亦能出任防守中場。

## 球會
伊文拿的歐洲球會生涯在西班牙球會華倫西亞，當時他只是青年隊球員。2000年，他加盟法甲球會圖盧茲。2001年，他獲提拔至一隊，並迅速成為球隊的正選攻擊中場。
據報，伊文拿引起法國球會里昂的興趣，而馬賽則密切留意其表現。
2007年，伊文拿轉投英超球會樸茨茅夫的傳言甚囂塵上。然而，由於他未能取得工作證，而使這次交易告吹，最終他與圖盧茲續約至2010年。
2008年春天，有傳聞指伊文拿引起了其他歐洲球會的興趣，包括英超球會韋斯咸和紐卡素，而西甲球會西維爾亦被指正在注視他。
6月11日，有報導指西甲球會貝迪斯與圖盧茲商討伊文拿的去向。他被引述指他積極爭取到西班牙延續其生涯，儘管圖盧茲顯然已經兩次拒絕其他球會對他的出價。
7月22日，伊文拿以據報550萬英鎊的身價加盟貝迪斯。他獲分配20號球衣，並在以3-0的比分擊敗馬略卡的賽事中攻入其處子入球。不幸的是，他即使在聯賽有11個入球和交出7次助攻，而且成為球會首席射手，但依然無法改變貝迪斯在2008/09球季結束後降班的命運。

## 國際賽
伊文拿曾代表喀麥隆出戰2003年洲際國家盃，以及2006年非洲國家盃，喀麥隆隊在八強出局。
在2008年非洲國家盃，伊文拿在以5-1的比分擊敗贊比亞的賽事中取得自己在2008年非洲國家盃的唯一入球。其後，他在2010年世界盃外圍賽對加蓬的賽事進行至66分鐘時取得入球，僅僅比森姆·伊度奧的入球慢兩分鐘。
2010年非洲國家盃，伊文拿在以1-3的比分不敵埃及的賽事中接應角球建功，這是他在這次賽事的唯一入球。

## 外部連結
- （英文）阿希尔·埃马纳 – FIFA國際賽競賽紀錄 (存檔)
- （英文）阿希尔·埃马纳在National-Football-Teams.com的資料
- （法文）阿希尔·埃马纳 – 法國職業足球聯賽数据 – 支持法语（已存档）

Template:皇家貝迪斯足球會球員名單